# Eslohe (Sauerland)
Eslohe é um município da Alemanha localizado no distrito de Hochsauerland, região administrativa de Arnsberg, estado de Renânia do Norte-Vestfália.